# شرتی تمپلمن
کلارک توماس «شُرتی» تمپلمن (انگلیسی: Clark Thomas "Shorty" Templeman؛ زادهٔ ۱۲ اوت ۱۹۱۹ در پوابلو، کلرادو، درگذشتهٔ ۲۴ اوت ۱۹۶۲ در ماریون، اوهایو) رانندهٔ مسابقات اتومبیل‌رانی فرمول یک اهل ایالات متحده آمریکا بود که از فصل ۱۹۵۵ تا ۱۹۵۶، و دوباره از فصل ۱۹۵۸ تا ۱۹۶۰ در مجموع در پنج گراند پری شرکت کرد، اما موفق به کسب هیچ امتیازی نشد.
تمپلمن در ۲۴ اوت ۱۹۶۲ بر اثر جراحات وارده در تصادف رانندگی به‌هنگام مسابقه در ماریون، اوهایو درگذشت.